# Vriesea belloi
Vriesea belloi är en gräsväxtart som beskrevs av Elton Martinez Carvalho Leme. Vriesea belloi ingår i släktet Vriesea och familjen Bromeliaceae. Inga underarter finns listade i Catalogue of Life.